# Bundesstraße 8
La Bundesstraße 8 (B8) è una strada federale della Germania di grande importanza storica. Esiste infatti fin dal IX secolo, quando era nota coma Via Publica, e per secoli fu un collegamento fondamentale fra le città di Bruxelles (Belgio), Duisburg, Colonia, Francoforte sul Meno, Würzburg, Norimberga, Ratisbona e Passavia. La B8 comincia ad Emmerich am Rhein, in corrispondenza del confine con i Paesi Bassi, e termina a Passavia sul confine austriaco. Altre città tedesche raggiunte dalla statale sono Düsseldorf e Leverkusen. Oggi è affiancata dall'autostrada A3.

## Storia
La Via Publica, in seguito chiamata Poststraße e Handelsstraße viene menzionata per la prima volta in un diploma dell’imperatore Ludovico il Pio risalente al 839. Testimonianze della rilevanza di questa strada nel Medioevo sono alcuni dei ponti in pietra più antichi dell'Europa Centrale, come lo Steinerne Brücke (1135-46) di Ratisbona, l'Innbrücke  (1143) di Passau, il Lahnbrücke (completato nel 1341) di Limburg an der Lahn e i principali ponti di Würzburg (1133), Francoforte (1222) e Kitzingen (1300).
Nel 1615 il Maestro Generale delle Poste Lamoral de Tassis fu incaricato dall'imperatore Mattia d'Asburgo di creare una strada postale da Bruxelles a Praga, che passasse per Francoforte e Norimberga. A tale scopo la Via Publica fu trasformata in Poststraße. L'attuale Bundesstraße 8 è in gran parte coincidente con l'antico tracciato, ma oggi la strada percorre valli che un tempo erano evitate, poiché erano paludose ed impraticabili dopo le piogge.